# Нази, Нунцио
Нунцио Нази (Наси) (итал. Nunzio Nasi; 2 апреля 1850, Трапани — 17 сентября 1935, Эриче) — итальянский политический и государственный деятель, адвокати эссеист.

## Биография

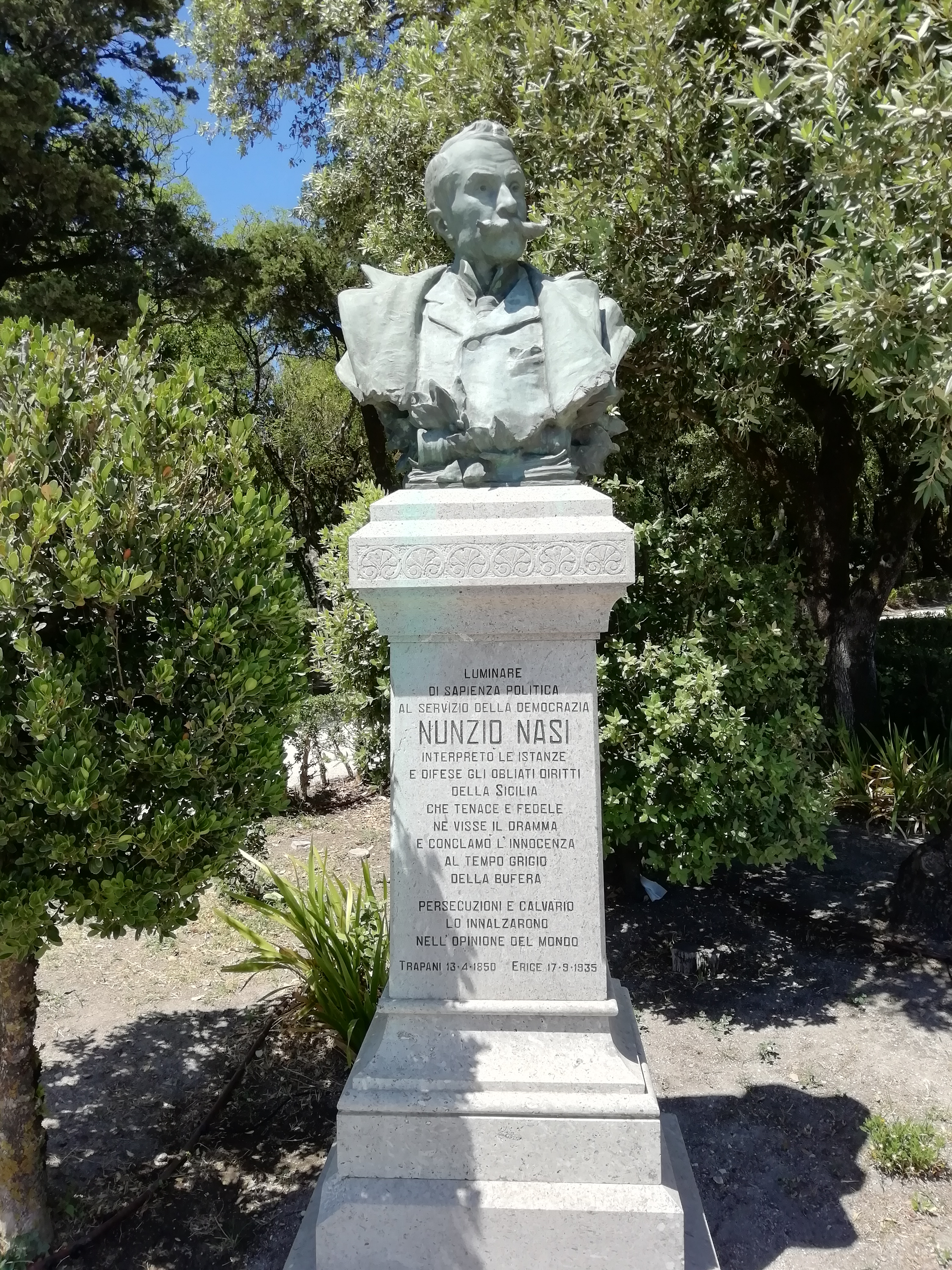
Бюст Нунцио Нази в Эриче

Родился на Сицилии. В 1873 году окончил юридический факультет, а в 1875 году Национальная академия деи Линчеи опубликовала его эссе «Теория законодательного прогресса».
Сторонник лейбористской демократии. С 1886 до 1926 года был депутатом парламента Королевство Италия, сторонник Ф. Криспи.
В 1897 году — профессор философии права сначала в университете Палермо, а затем в университете Рима.
В 1898–1899 годах занимал пост министра почт и телеграфов в консервативном кабинете Л. Пеллу, в мае 1899 года вышел в отставку и образовал с Фортисом, Беттоло и др. «независимую левую» фракцию.
В 1901—1903 годах был министром просвещения в радикальном кабинете Занарделли. В 1904 году был разоблачëн во взяточничестве и мошенничестве; палата депутатов назначила следственную комиссию, которая обвинила его в растрате государственных средств на весьма значительную сумму. Должен был начаться судебный процесс над Нази, но он успел бежать и скрылся.

## Избранные публикации
- La teoria del processo legislativo, 1875, Trapani
- Le scuole popolari di Trapani, 1881, Trapani
- Per la Pubblica educazione, 1901, Roma
- Il diritto e la guerra, 1919, Campobasso
- Memorie: storia di un dramma parlamentare (a cura di Virgilio Nasi), 1943, Roma